# Pál Schmitt
Pál Schmitt, madžarski ekonomist, sabljač, poslovnež, politik in veleposlanik, * 13. maj 1942, Budimpešta.
Schmitt je dvakratni olimpijski prvak. Leta 1998 se je podal v politiko, sprva kot veleposlanik, nato pa kot evropski poslanec. Leta 2010 je postal predsednik Republike Madžarske, 2012 pa je odstopil.

## Življenjepis
Med letoma 1965 in 1980 je bil direktor hotela. V tem času je sodeloval na sabljaškem delu poletnih olimpijskih igrah leta 1968 in leta 1972, kjer je osvojil dve zlati ekipni medalji.
Leta 1981 je vstopil v politiko in postal namestnik državnega podsekretarja za šport. To je opravljal do leta 1988.
Leta 1983 je postal član Mednarodnega olimpijskega komiteja (MOK). Naslednje leto je postal namestnik predsednika športne komisije pri MOK, kar je opravljal do leta 1988. Med letoma 1991 in 1999 je bil član izvršnega odbora MOKa. V istem času (1993-1997) je bil veleposlanik Madžarske v Španiji. Leta 1995 je postal predsednik komisije za šport in okolje pri MOK, kar opravlja še danes. Istega leta je postal tudi podpredsednik MOK, kar je bil do leta 1999. Leta 1999 je postal predsednik Svetovne zveze olimpionikov, kar je še danes.

### Politika
Med letoma 1998 in 2002 je bil veleposlanik v Švici. Leta 2003 se je spet posvetil politiki in postal podpredsednik stranke FIDESZ. Naslednje leto je bil izvoljen v Evropski parlament. Leta 2010 ga je madžarski parlament izvolil za predsednika Madžarske; to funkcijo je nastopil 6. avgusta 2010. Leta 2012 je odstopil, ker se je izkazalo, da je svoja doktorska disertacija plagiat.